# Museo storico militare forte di Punta Corbin
Il Museo storico militare forte di Punta Corbin è un museo privato situato nel forte omonimo a Treschè Conca, in provincia di Vicenza, che fa parte della rete territoriale Musei Altovicentino.

## Sede
Nato originariamente come fortificazione italiana della prima guerra mondiale costruita sull’Altopiano dei Sette Comuni nel 1906, venne posta a sbarramento della Val d'Astico.
Attivo solo nel primo anno di combattimento, il Corbin ebbe un ruolo marginale nello svolgersi delle vicende belliche, fu occupato dalle truppe austroungariche durante la Strafexpedition del 1916 e poi ripreso dagli italiani.
Alla fine del conflitto fu usato per addestramenti e in seguito abbandonato. Nel corso del ‘900 fu depredato dai “recuperanti”, fu venduto dal Demanio e acquistato nel 1942 da un privato che, dal 1982 a oggi, ne cura il recupero e ne valorizza l'area.

## Storia
Il forte è stato riconosciuto dalla Soprintendenza di Verona come museo storico militare, l’unico forte dell’Altopiano recuperato e musealizzato a scopo didattico.

## Percorso espositivo
L'intera struttura è completamente visitabile e al suo interno ospita una mostra permanente di reperti rinvenuti sul posto, di documenti, così come frammenti di diari e fotografie d’epoca.